# Авдеева, Юлия Антоновна
Юлия Антоновна Авдеева (род. 6 июля 2002) — российская профессиональная теннисистка. Победительница пяти турниров ITF в одиночном разряде.

## Общая биография
Авдеева из спортивной семьи: её мама серьёзно занималась лёгкой атлетикой, а ныне помогает дочери в с физподготокой. Родилась в Сибири, выросла и начала заниматься теннисом в Санкт-Петербурге, а в конце 2010-х переехала в Германию.

## Спортивная карьера
В 2017 году она стала победительницей трёх юниорских турниров ITF в парном разряде. И в 2018—2020 годах стала победительницей ещё двух аналогичных соревнований в одиночном разряде.
В октябре 2020 года на юниорском Открытом чемпионате Франции 2020 года дошла до третьего раунда в одиночном разряде, где она проиграла француженке Осеан Бабель со счётом 6-4, 2-6, 3-6. А в парном разряде этого турнира совместно с белорусской Алёной Фалей проиграла в первом круге белорусским юниоркам Кристине Дмитрук и Яне Колодынской со счётом 4-6, 1-6.
В 2023—2025 годах стала победительницей пяти турниров ITF в одиночном разряде (включая два титула на 75-тысячниках).
В октябре 2023 года Авдеева выиграла свой первый крупный титул на турнирах ITF в Гамбурге.
На этом турнире она также дошла до финала парного разряда с соотечественницей Екатериной Маклаковой, но в финале проиграла немецким близнецам Таисии и Яне Мордергер.
В феврале 2024 года она выиграла 75-тысячник в Альтенкирхене, Германия, победив по ходу турнира Полину Кудерметову, Берфу Ченгиз, Марину Бассольс Риберу, Осеан Доден и в финале бельгийку Алисон ван Эйтванк.
В апреле она дебютировала на турнире WTA 125 в Оэйраше (Португалия), где она дошла до второго раунда и со счётом: 5-7, 0-6 проиграла нидерландской теннисистке Сюзане Ламенс, — которая в итоге стала чемпионкой этого соревнования.
В мае 2024 года она квалифицировалась на свой первый турнир Большого шлема — на Открытый чемпионат Франции после победы в квалификации над Эмилианой Аранго, Марго Рувруа и Оливией Гадецки. Но в первом раунде основной сетки турнира она проиграла третьей ракетке планеты американке Кори Гауфф со счетом: 1-6, 1-6.
В октябре 2024 года выиграла титул одиночного разряда на 35-тысячнике в Реймсе (Франция), где в финале победила француженку Марго Рувруа со счётом 3-6, 6-3, 6-4.

## Итоговое место в рейтинге WTA по годам
| Год  | Одиночный рейтинг | Парный рейтинг |
| 2024 | 243               | 413            |
| 2023 | 255               | 540            |
| 2022 | 508               | 764            |
| 2021 | 557               | 1092           |

## Выступления на турнирах

### Финалы турнировWTA 125иITFв одиночном разряде (12)

#### Победы (5)
| Легенда:                |
| ----------------------- |
| WTA 125 (0)             |
| 100.000 USD (0)         |
| 80.000 USD (0)          |
| 75.000 (60.000) USD (3) |
| 50.000 (40.000) USD (0) |
| 35.000 (25.000) USD (2) |
| 15.000 USD (0)          |

| Титулы по покрытиям | Титулы по месту проведения матчей турнира |
| ------------------- | ----------------------------------------- |
| Хард (2)            | Зал (4)                                   |
| Грунт (1)           | Зал (4)                                   |
| Трава (0)           | Открытый воздух (1)                       |
| Ковёр (2)           | Открытый воздух (1)                       |

| №  | Дата            | Турнир                 | Покрытие    | Соперница в финале | Счёт        |
| 1. | 21 мая 2023     | Куршумлия-Баня, Сербия | Грунт       | Лина Джёрческа     | 6-1 6-4     |
| 2. | 22 октября 2023 | Гамбург, Германия      | Хард (зал)  | Элла Зайдель       | 6-4 7-6(2)  |
| 3. | 18 февраля 2024 | Альтенкирхен, Германия | Ковёр (зал) | Алисон ван Эйтванк | 6-4 6-4     |
| 4. | 6 октября 2024  | Реймс, Франция         | Хард (зал)  | Марго Рувруа       | 3-6 6-3 6-4 |
| 5. | 16 февраля 2025 | Альтенкирхен, Германия | Ковёр (зал) | Дарья Снигур       | 6-3 6-3     |

#### Поражения (7)
| №  | Дата            | Турнир             | Покрытие   | Соперница в финале  | Счёт              |
| 1. | 27 декабря 2020 | Анталья, Турция    | Грунт      | Амина Аншба         | 2-6 5-7           |
| 2. | 2 мая 2021      | Анталья, Турция    | Грунт      | Оливия Гадецки      | 3-6 2-6           |
| 3. | 9 мая 2021      | Анталья, Турция    | Грунт      | Полина Лейкина      | 3-6 2-6           |
| 4. | 27 июня 2021    | Алкмар, Нидерланды | Грунт      | Кверина Лемойне     | 6-7(6) 1-6        |
| 5. | 14 августа 2022 | Брашов, Румыния    | Грунт      | Андрея Амалия Рошка | 1-6 7-6(5) 6-7(1) |
| 6. | 4 июня 2023     | Тросдорф, Германия | Грунт      | Каролина Кул        | 6-3 4-6 4-6       |
| 7. | 8 октября 2023  | Реймс, Франция     | Хард (зал) | Алисон ван Эйтванк  | 4-6 4-6           |

#### Несыгранные (1)
| №  | Дата           | Турнир          | Покрытие | Соперница в финале |
| 1. | 24 января 2021 | Анталья, Турция | Грунт    | Сапфо Сакеллариди  |

### Финалы турнировWTA 125иITFв парном разряде (6)

#### Поражения (6)
| №  | Дата             | Турнир            | Покрытие   | Партнёрша                | Соперницы в финале             | Счёт           |
| 1. | 3 апреля 2022    | Анталья, Турция   | Грунт      | Сапфо Сакеллариди        | Влада Коваль Дарья Лодикова    | 4-6 6-3 [4-10] |
| 2. | 13 августа 2023  | Лейпциг, Германия | Грунт      | Арина Габриэла Василеску | Эстель Касино Сеона Мендес     | 4-6 6-3 [4-10] |
| 3. | 8 октября 2023   | Реймс, Франция    | Хард (зал) | Анна Чеканская           | Мартина Кубка Лиза Заар        | 3-6 2-6        |
| 4. | 22 октября 2023  | Гамбург, Германия | Хард (зал) | Екатерина Маклакова      | Таисия Мордергер Яна Мордергер | 1-6 4-6        |
| 5. | 15 сентября 2024 | Ле-Нёбур, Франция | Хард (зал) | Екатерина Маклакова      | Лина Глушко Анастасия Тихонова | 3-6 1-6        |
| 6. | 20 апреля 2025   | Копер, Словения   | Грунт      | Екатерина Маклакова      | Кристина Новак Ивана Шебестова | 5-7 6-0 [6-10] |